# Alberto Camargo
Alberto Camargo (Duitama, 28 de febrero de 1967) es un exciclista colombiano, profesional entre 1987 y 1996, cuyos mayores éxitos deportivos los logró en   la Vuelta a España, donde conseguiría 2 victorias de etapa.

## Palmarés[1]
| 1986 - 2 etapas en la Vuelta a Colombia - 1 etapa del Tour de l'Avenir 1987 - 1 etapa en la Vuelta a Colombia en Contra Reloj por Equipos con Manzana Postobón 1988 - 1 etapa en la Vuelta a Colombia en Contra Reloj por Equipos con Manzana Postobón - Vuelta al Valle del Cauca 1989 - 1 etapa en la Vuelta a España | 1990 - 1 etapa en Prólogo del Clásico RCN - 1 etapa en la Vuelta a España 1992 - 2º en la Vuelta a Cundinamarca - Vuelta a los Valles Mineros y 1 etapa - Clásico RCN y 1 etapa - 1 etapa en el G.P. Café de Colombia 1994 - 1 etapa en la Vuelta a Asturias 1995 - 2º en la Vuelta a Boyacá |

## Resultados en grandes vueltas
| Carrera         | 1987 | 1988 | 1989 | 1990 | 1991 | 1992 | 1993 | 1994 |
| Tour de Francia | Ab.  | -    | 20º  | -    | 18º  | Ab.  | -    | -    |
| Giro de Italia  | -    | -    | -    | -    | -    | -    | -    | -    |
| Vuelta a España | -    | -    | 51.º | 22º  | -    | 14º  | Ab.  | 10º  |

-: no participa 